# Холматов Рустам Таджиалійович
Руста́м Таджиалі́йович Холма́тов — капітан Збройних сил України; учасник російсько-української війни.

## Нагороди
31 жовтня 2014 року за особисту мужність і героїзм, виявлені у захисті державного суверенітету та територіальної цілісності України, вірність військовій присязі під час російсько-української війни, відзначений — нагороджений орденом «За мужність» III ступеня.